# NGC 5560
NGC 5560 ist eine Balkenspiralgalaxie vom Hubble-Typ SB(n)b pec im Sternbild Jungfrau auf der Ekliptik. Sie ist rund 77 Millionen Lichtjahre von der Milchstraße entfernt und hat einen Durchmesser von etwa 75.000 Lichtjahren.

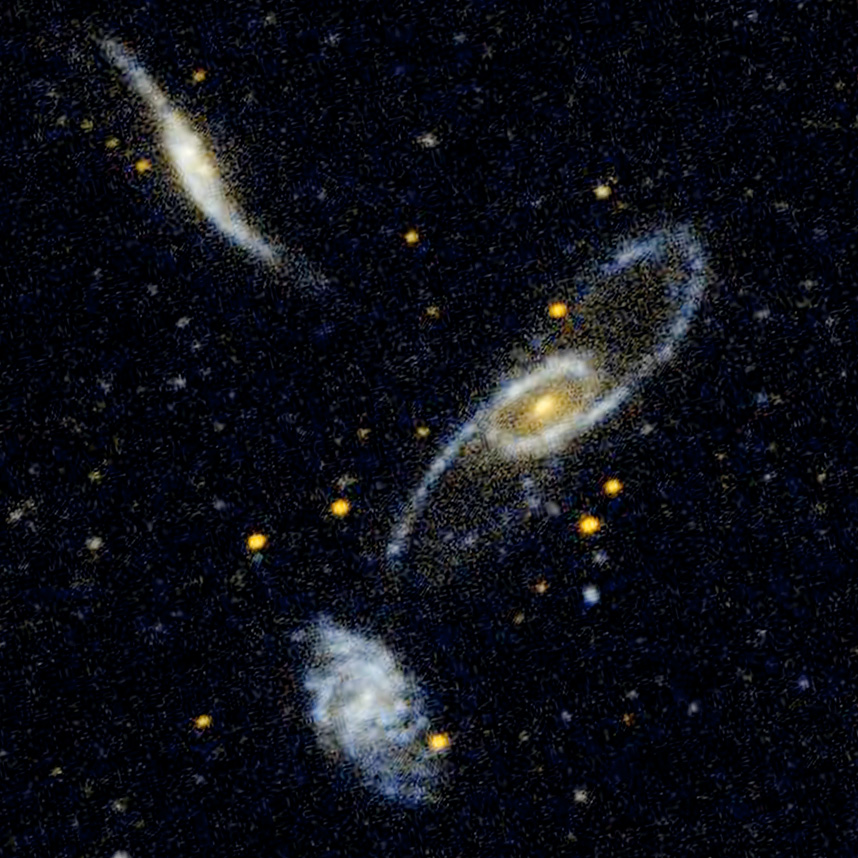
UV-Aufnahme der Galaxien NGC 5560 (oben), NGC 5566 (Mitte) und NGC 5569 (unten) aufgenommen von Galaxy Evolution Explorer

 Gemeinsam mit den Galaxien NGC 5566 und NGC 5569 bildet sie ein Trio von gravitativ wechselwirkenden Galaxien mit der Katalog-Nr. Arp 286. Halton Arp gliederte seinen Katalog ungewöhnlicher Galaxien nach rein morphologischen Kriterien in Gruppen. Dieses Galaxienpaar gehört zu der Klasse Doppelgalaxien mit Einströmung und Anziehung.
Die Galaxie wurde am 30. April 1786 zusammen mit NGC 5566 vom deutsch-britischen Astronomen Wilhelm Herschel entdeckt.